# Susie Garrett
Susie Garrett (29 de diciembre de 1929 - 24 de mayo de 2002) fue una actriz estadounidense de teatro y televisión, vocalista de jazz y profesora suplente. Es más conocida por haber interpretado a Betty Johnson en la serie de televisión Punky Brewster.

## Vida personal
Garrett tenía una licenciatura en psicología por la Shaw College de Detroit. Era la hermana mayor de Marla Gibbs. Juntas, fundaron la escuela Crossroads Art Academy
en Los Ángeles.

## Carrera
Garrett nació en Detroit, Míchigan en 1929, y empezó cantando jazz en clubes de la ciudad. Actuó en obras de teatro como Dark of the Moon and Shakin' the Mess Out of Misery, y tuvo un pequeño papel en 1989 en la película Wicked Stepmother.
Aparte de Punky Brewster, ha sido invitada en The Twilight Zone, Mis Tres Hijos, y su hermana Marla Gibbs en la serie de televisión Los Jeffersons y 227.

## Muerte
Garrett murió de cáncer en el Hospital de Providencia en Southfield, Míchigan, el 24 de mayo de 2002 a los 72 años. Está enterrada en el cementerio Woodlawn .